# Hidroelektrana Kraljevac
Hidroelektrana Kraljevac ili HE Kraljevac je prva hidroelektrana na rijeci Cetini, oko 21 kilometar uzvodno od ušća, kod mjesta Zadvarja iznad Omiša, u Splitsko-dalmatinskoj županiji. Koristi koncentrirani pad slapova Velike i Male Gubavice. Svojedobno je bila najveća hidroelektrana na području tadašnje države. Pri projektiranju i dimenzioniranju hidroelektrane uzet je srednji protok od 80 m3/s i iznimno visoka voda od 1 200 m3/s. Nakon izgradnje HE Zakučac 1962. i završetka druge faze izgradnje HE Zakučac 1980., te izgradnje HE Orlovac, smanjuje se količina vode koja dolazi u HE Kraljevac, tako da danas koristi vode biološkog minimuma, vode vlastitog međudotoka i preljevne vode HE Zakučac (brana Prančevići). Srednji protok HE Kraljevac danas je približno 5 m3/s. HE Kraljevac je po tipu derivacijska hidroelektrana. Elektrana je puštena u pogon u dvije etape 1912. i 1932., a 1990. vodna turbina br. 4 je zamijenjena vodnom turbinom biološkog minimuma.

## Tehnički podaci
Zahvat vode je ostvaren betonskom branom s kontraforima u klancu rijeke Cetine. Visina brane je 18 metara, a duljina 25 metara, kota krune brane je 164 metra nad morem. Voda se do vodne komore vodi kanalom duljine 194 metra, a zatim tunelom veličine 6,5 x 5,5 metara sa slobodnim vodnim licem, duljine 1 265 metara. Neposredno pred ulazom u vodnu komoru tunel se dijeli u dva kraka. Vodna komora je obujma 4 500 m3 i opremljena je temeljnim ispustom, slapnicom i četiri ulazne komore. Četirima čeličnim tlačnim cjevovodima , promjera od 1,7 do 2,3 metra, voda se odvodi do strojarnice. Konačnom izgradnjom 1932. u strojarnici su ugrađene 4 vodne turbine s instaliranim protokom Qi = 2 x 15 + 2 x 25 = 80 m3/s. Vodne turbine su Francisove turbine s vodoravnim dvostrukim električnim generatorom između njih. Konačnom izgradnjom HE Zakučac 1990., na profilu HE Kraljevac se pojavljaju samo vode biološkog minimuma Cetine i eventualnog međudotoka. Zbog toga je vodna turbina br. 4 (protok 15 m3/s) zamijenjen vodnom turbinom biološkog minimuma volumnog protoka 5 m3/s. Agregat je riješen kao i postojeći, vodoravni, s dvostrukim Francisovim turbinama i generatorom između turbina. Ovakvim rješenjem koriste se protoci od 1 do 5 m3/s na konstruktivni pad vode od 108 metara. Sama armiranobetonska konstrukcija je riješena neovisno od konstrukcije postojeće strojarnice, da se ne bi ugrozila stabilnost i sigurnost starog objekta.
HE Kraljevac ima danas 3 vodne turbine, dvije Francisove turbine snage 20,8 MW (iz 1932.) i jednu Francisovu turbinu snage 4,8 MW (iz 1990.), tako da je ukupna instalirana snaga 46,4 MW. Maksimalna proizvodnja električne energije je bila 243 GWh i to 1978., ali danas je to puno manje, pa je 2009. proizvedeno 67,1 GWh i 2010. je proizvedeno 112 GWh.

## Povijest
Prema usmenoj predaji, Hidroelektrana Kraljevac je započela proizvoditi na blagdan sv. Josipa, 19. ožujka 1912. Bilo je to u Austro-ugarskoj monarhiji za vrijeme vladavine cara Franje Josipa prije jednog stoljeća. Izgradnja prve faze, u razdoblju od 1908. do 1912. obuhvatila je objekte: branu, obilazni tunel, dovodni kanal, dovodni tunel, vodnu komoru i dva tlačna cjevovoda. U strojarnici su ugrađena dva agregata (vodna turbina + generator)  instalirane snage 12,8 MW. Prema veličini i proizvodnji, HE Kraljevac je tada bila jedna od najvećih hidroelektrana u Europi. Proizvedena električna energija služila je za potrebe tvornice karbida u Dugom Ratu, pa je u prvim godinama rada bila isključivo s njom povezana i nije imala utjecaja na elektrifikaciju okolnog područja. Tek je 1924. izgrađen 15 kV dalekovod od Dugog Rata do Omiša, a dvije godine poslije i dalekovod 50 kV Dugi Rat – Split, pa je i grad pod Marjanom obuhvaćen njenim opskrbnim područjem.
U drugoj fazi, 1932., ugrađen je treći i četvrti agregat, pojedinačne snage od 20,8 MW, nakon što je proširena strojarnica i postavljena dva nova tlačna cjevovoda. S ukupnom instaliranom snagom od 67,2 MW, HE Kraljevac je u to vrijeme bila najveća hidroelektrana na Balkanu. Tijekom Drugog svjetskog rata, u razdoblju između vojne okupacije Italije i ponovne okupacije Njemačke u rujnu 1943., skinuti su vitalni dijelovi turbinskog regulatora na sva četiri generatora HE Kraljevac, ispušteno transformatorsko ulje u Cetinu, te onesposobljeni uređaji dizalica. Poslije rata su 1946. ponovno osposobljena sva četiri generatora. Budući da su tada veće hidroelektrane u Dalmaciji (HE Miljacka i HE Jaruga) opskrbljivale potrošače samostalno, bez međusobne njihove povezanosti, ostajala je neiskorištena moguća proizvodnja velikih količina električne energije HE Kraljevac. Godine 1948. u pogon je pušten dalekovod 110 kV Kraljevac - Lozovac, napona 50 kV, tako da su tri dalmatinske hidroelektrane radile paralelno i stvoren je začetak elektroenergetskog sustava Dalmacije. Prijelazom mreže u Dalmaciji na napon od 110 kV (1955.) i izgradnjom akumulacije HE Peruća (krajem 1958.), te povezivanjem 110 kV dalekovodom s kontinentalnim dijelom Hrvatske (Zagrebom), HE Kraljevac je postizala svoje najveće proizvodne dosege.
Izgradnjom prve faze HE Zakučac (1961.) radi iskorištenja protoka Cetine na većem padu, godišnja proizvodnja HE Kraljevac smanjena je s rekordnih 471 GWh (1960.) na srednju godišnju proizvodnju od 137 GWh (u razdoblju od 1961. do 1980.). Nakon puštanja u pogon i druge faze HE Zakučac (1980.), srednja godišnja proizvodnja (u razdoblju od 1981. do 1990.), bitno je smanjena na samo 16,3 GWh. Kako bi se što više iskoristila voda biološkog minimuma, u trećoj fazi (od 1990. do 1991.), demontiran je agregat br.4 i na njegovom mjestu ugrađen agregat biološkog minimuma snage 4,8 MW. Agregat br.3 je konzerviran i od tada se više ne koristi za proizvodnju električne energije (odluka o konzerviranju, a ne i demontaži, donesena je zbog povijesnih i arhitektonskih razloga). Ugradnjom agregata biološkog minimuma, srednja godišnja proizvodnja u razdoblju od 1991. do 2000. porasla je na približno 40 GWh. Sljedećih nekoliko godina (od 2000. do 2004.), rekonstrukcijom sustava upravljanja i turbinske regulacije, te izvedbom blok spoja starih agregata A i B, poboljšan je njihov rad i skraćeno vrijeme pripreme za proizvodnju, odnosno sušenje agregata. Od 2001., srednja godišnja proizvodnja iznosila je približno 60 GWh.
Tijekom stoljeća rada, HE Kraljevac je proizvela ukupno 10,5 TWh električne energije ili prosječno godišnje 105 GWh. Od elektroenergetske velesile s početka 20. stoljeća, zadnjih tridesetak godina ona je pričuvna elektrana koja, međutim, i danas ima svoju ulogu u proizvodnji električne energije. Koristi vode biološkog minimuma, preljevne vode brane Prančevići, kao i vode međudotoka kod obilnijih kiša.

## Slike
- Kako bi se što više iskoristila voda biološkog minimuma, na mjestu starog četvrtog agregata 1990. je ugrađen agregat biološkog minimuma, snage 4,8 MW.
- HE Kraljevac se počela graditi 1908.
- Gradnja brane na HE Kraljevac.
- Gradnja obilaznog tunela na HE Kraljevac.
- Gradnja strojarnice na HE Kraljevac.